# Malvières
Malvières – miejscowość i gmina we Francji, w regionie Owernia-Rodan-Alpy, w departamencie Górna Loara.
Według danych na rok 1990 gminę zamieszkiwało 117 osób, a gęstość zaludnienia wynosiła 9 osób/km² (wśród 1310 gmin Owernii Malvières plasuje się na 727. miejscu pod względem liczby ludności, natomiast pod względem powierzchni na miejscu 695.).